# Jorge Yepes Roda
Jorge Yepes Roda (Córdoba, 25 de febrero de 1989) es un futbolista español que juega en la demarcación de centrocampista para el Mons Calpe SC de la Liga Nacional de Gibraltar.

## Biografía
Tras formarse en las categorías inferiores del FC Barcelona se fue al Real Betis Balompié "B" en 2008. Tras un breve paso por el Unión Estepona CF fichó por el Villajoyosa CF, donde jugó un total de once partidos. En 2010 firmó con el Extremadura UD, llegando a marcar cinco goles en los 32 partidos que jugó. Posteriormente jugó en el Palencia CF, Écija Balompié y CD Ronda antes de irse a Indonesia a fichar por el PSMS Medan durante unos meses. Posteriormente volvió a España para jugar en el Xerez CD, antes de fichar finalmente en 2014 por el FK Mladost Podgorica de Montenegro. Posteriormente pasó por el Tarxien Rainbows FC de Malta y el St. Joseph's FC de Gibraltar, antes de volver a España para jugar en el CD Buñol.

## Clubes
Actualizado el 18 de abril de 2018 
| Club                    | País       | Año         | Partidos | Goles |
| ----------------------- | ---------- | ----------- | -------- | ----- |
| Real Betis Balompié "B" | España     | 2008 - 2009 | 9        | 4     |
| Unión Estepona CF       | España     | 2009        | 4        | 0     |
| Villajoyosa CF          | España     | 2009 - 2010 | 11       | 0     |
| Extremadura UD          | España     | 2010 - 2011 | 32       | 5     |
| Palencia CF             | España     | 2011 - 2012 | 13       | 0     |
| Écija Balompié          | España     | 2012        | 6        | 0     |
| CD Ronda                | España     | 2012 - 2013 | 8        | 1     |
| PSMS Medan              | Indonesia  | 2013        |          |       |
| Xerez CD                | España     | 2013 - 2014 | 11       | 0     |
| FK Mladost Podgorica    | Montenegro | 2014        | 5        | 0     |
| Tarxien Rainbows FC     | Malta      | 2015        | 9        | 0     |
| St. Joseph's FC         | Gibraltar  | 2016 - 2017 | 15       | 2     |
| CD Buñol                | España     | 2017        | 5        | 0     |
| CD Almazora             | España     | 2018        | 13       | 0     |
| Écija Balompié          | España     | 2018 - 2019 | 19       | 1     |
| Mons Calpe SC           | Gibraltar  | 2019 -      | 2        | 0     |